# South Jordan
South Jordan est une ville du comté de Salt Lake dans l'Utah, aux États-Unis. Située dans l'aire métropolitaine de Salt Lake City, elle a 77 487 habitants en 2020.
Ancienne localité rurale fondée en 1859 par des colons mormons, South Jordan s'est transformée en une ville-dortoir de Salt Lake City et se développe encore avec la construction du quartier Daybreak.
Elle partage avec Provo la particularité d'avoir deux temples de l'Église de Jésus-Christ des saints des derniers jours. 

## Géographie
Selon le Bureau du recensement des États-Unis, South Jordan a une superficie totale de 58 km2. 
Située  dans la vallée de Salt Lake, sur la rive ouest de la rivière Jordan, à 29 km au sud de Salt Lake City, la ville s'étend dans la plaine formée par les sédiments du lac Bonneville, un lac pléistocène qui a atteint son apogée il y a environ 30 000 ans.
L'altitude y varie d'environ 1 300 m près de la rivière Jordan à environ 1 600 m dans les contreforts des monts Oquirrh (en).
On trouve à South Jordan le parc des expositions et le parc équestre du comté de Salt Lake, ainsi qu'un lac de 27 ha appelé Oquirrh Lake, et 37 parcs publics.
Le long de la rivière, un parcours de cinq à six kilomètres appelé Jordan River Parkway comporte des étangs de pêche, des sentiers, des parcs et des habitats naturels.

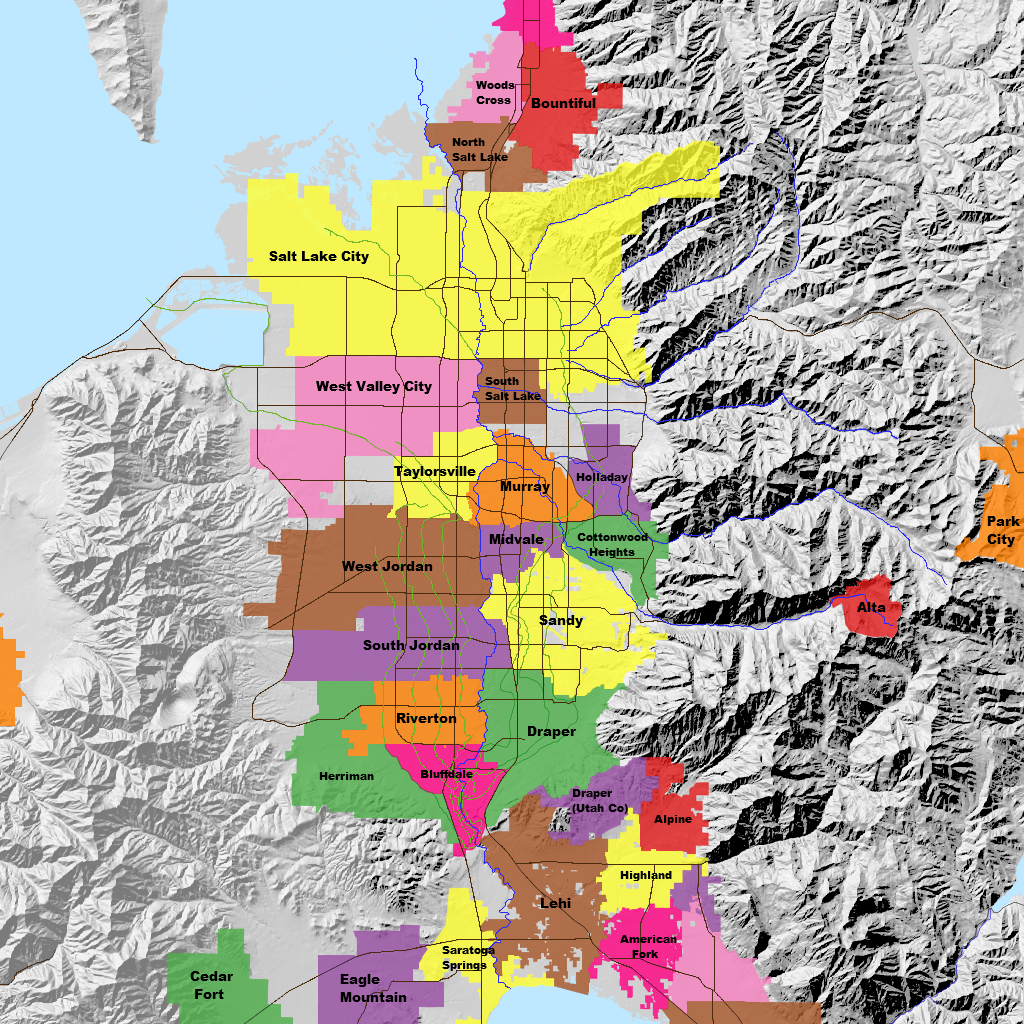
Carte de la vallée de Salt Lake.
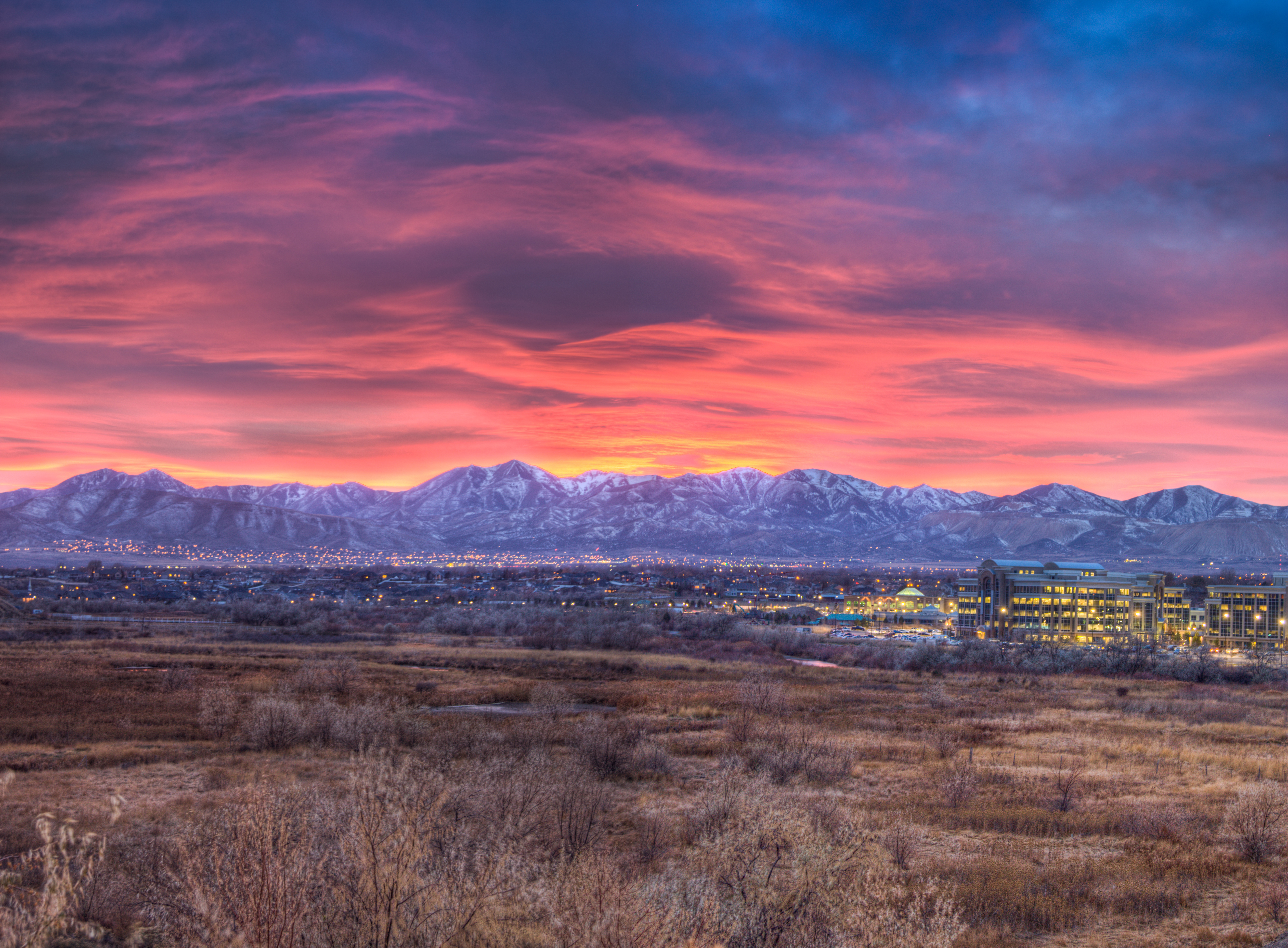
Coucher de soleil sur les monts Oquirrh.

## Histoire

### Premiers habitants
Dans la vallée de Salt Lake, les premiers habitants connus sont des chasseurs-cueilleurs nomades de l'ère archaïque de l'Amérique du Nord[réf. souhaitée].
Par la suite, d'environ 400 à 1350 apr. J.-C., des villageois de la culture Fremont cultivent du maïs et des courges dans la région mais l'évolution du climat vers des conditions plus fraîches et plus sèches ainsi que l'arrivée des ancêtres des Utes, Païutes et Shoshones conduisent à la disparition du peuple Fremont.
Lorsque les colons européens arrivent à leur tour, il n'y a pas d'Amérindiens installés sur les lieux mais la vallée est entourée par leurs territoires : les Shoshones nord-occidentaux vivent plus au nord, les Utes Timpanogots vivent aux alentours du lac Utah et les Gosiutes dans la vallée de Tooele.
Étienne Provost, un Canadien français, est le seul trappeur enregistré dirigeant un groupe dans la région. En octobre 1824, ce groupe est attiré dans un camp indien près de la Jordan au nord du lac Utah, les responsables de l'attaque voulant se venger d'un incident impliquant d'autres trappeurs. Provost s'échappe, mais quinze de ses hommes sont tués.

### Fondation mormone
Le 22 juillet 1847, des pionniers mormons commencent dès leur arrivée dans la vallée à irriguer les terres et explorer la région en vue de s'établir.
En 1849, le premier forgeron du sud de la vallée de Salt Lake — Alexander Beckstead originaire de l'Ontario — installe sa famille dans la région de West Jordan. Il aide à creuser le premier fossé dérivant les eaux de la Jordan vers le moulin à farine d'Archibald Gardner (en).
C'est en 1859 que la famille Beckstead s'installe sur le territoire de l'actuelle South Jordan dans un abri des falaises à l'ouest de la rivière. La construction d'un fossé à partir du pied de falaise transforme le lit majeur de la rivière en terrain cultivable. Ce fossé de 4 km de long appelé Beckstead Ditch sert encore de nos jours à irriguer les parcs de la ville et un terrain de golf.
En 1863, neuf familles créent la congrégation mormone de  South Jordan. Une école construite en adobe en 1864 sert de lieu de réunion puis un bâtiment plus grand est construit en 1873 sur le côté est du cimetière actuel. Ce deuxième bâtiment, connu sous le nom de Mud Temple, est utilisé jusqu'en 1908.
À partir de 1876, le South Jordan Canal (en) extrait l'eau de la Jordan à Bluffdale et l'amène au-dessus des falaises. La plupart des familles préfèrent alors s'éloigner du lit principal de la rivière et s'installer un peu plus haut sur des terrains désormais irrigués par le canal.
En 1881, la mise en service du Utah and Salt Lake Canal (en) complète le  système de canaux. La superficie cultivée, et par conséquent la population, augmentent.

### XXesiècle
Au début du XXe siècle, South Jordan est une zone encore essentiellement rurale où la culture de la luzerne introduite à la fin du XIXe siècle peut produire jusqu'à trois récoltes de fourrage à entreposer pour l'hiver. Quant à la culture des betteraves à sucre, introduite vers 1910 à proximité de l'usine sucrière de West Jordan, c'est une source appréciée de revenus monétaires.
Le 14 janvier 1914, une grand fête célèbre l'arrivée de l'électricité, l'ajout d'un réservoir d'eau courante et un nouveau parc.
Dans les années 1930, il faut un autre réservoir d'eau pour alimenter les résidences plus à l'ouest. La seule façon d'obtenir une subvention fédérale étant de s'incorporer et devenir une ville, les citoyens votent la constitution en société le 8 novembre 1935 et émettent immédiatement des obligations pour financer le dit réservoir d'eau.
La ville est initialement gouvernée par un conseil municipal chargé des parcs, de l'eau et du cimetière.
L'un des pires accidents de bus scolaire de l'histoire des États-Unis se produit le 1er décembre 1938 à Sandy. Le bus qui transporte 38 élèves de South Jordan, Riverton et Bluffdale heurte un train masqué par le brouillard et la neige. L'accident tue le chauffeur du bus et 23 élèves,. La loi de l’État et la loi fédérale évoluent à la suite de cet accident mais d'autres accidents se produisent encore avant que le passage à niveau soit finalement fermé.

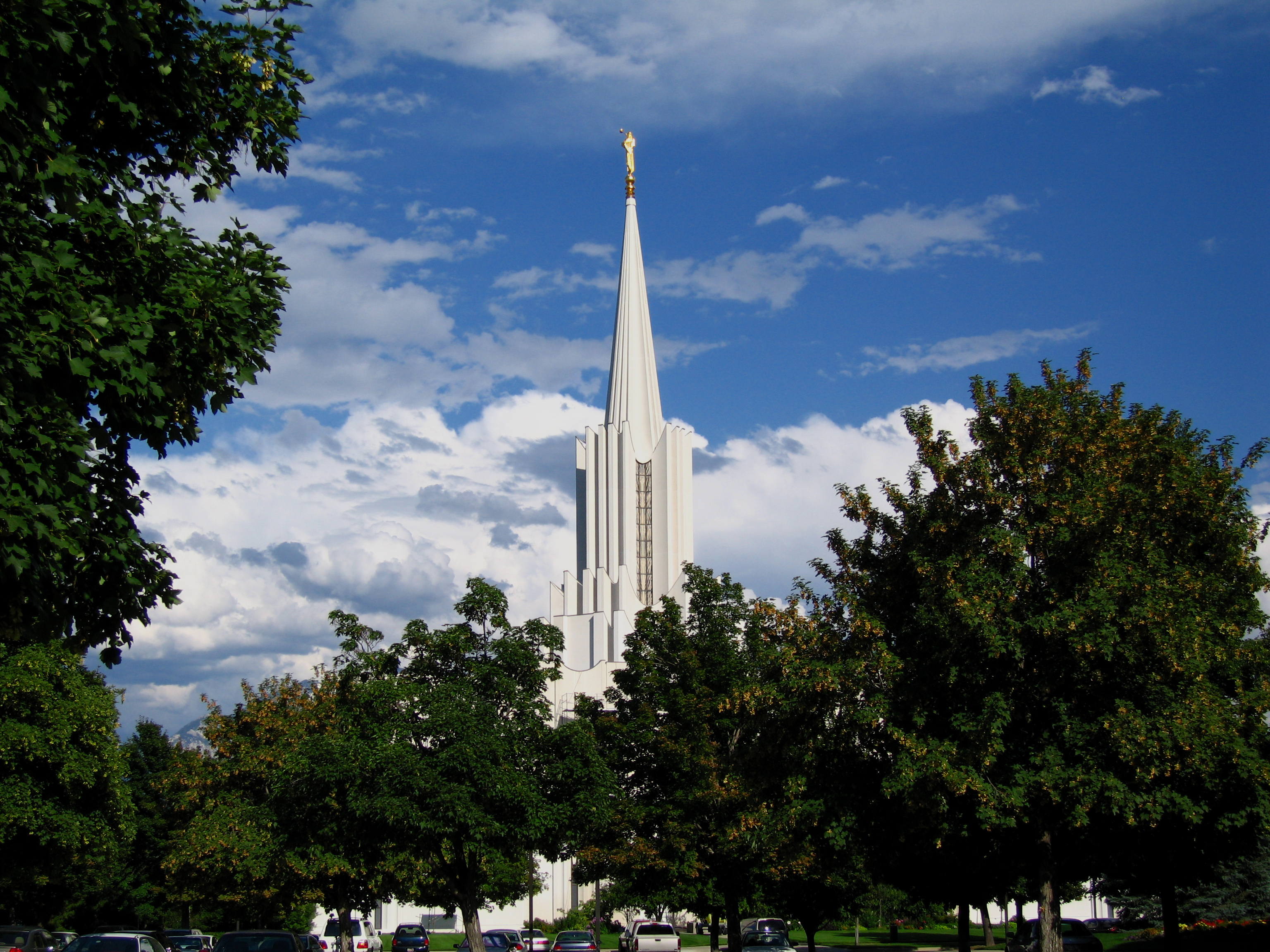
Temple mormon de Jordan River, achevé en 1981.

En 1978, la ville passe à une forme de gouvernement maire-conseil sous la supervision de la police, des pompiers, de l'inspection des routes et des bâtiments[à vérifier] du comté de Salt Lake.
Considérablement réduites par l'urbanisation, les terres agricoles du comté de Salt Lake passent de 198 000 ha en 1950 à 44 000 ha en 1992 et South Jordan devient progressivement une ville-dortoir de Salt Lake City.

### XXIesiècle
La construction du temple mormon d'Oquirrh Mountain en 2009, après celle du temple mormon de Jordan River achevée en 1981, fait de South Jordan la première ville à avoir deux temples de l'Église de Jésus-Christ des saints des derniers jours. La deuxième ville dans ce cas sera Provo.
Le développement du quartier Daybreak commence en 2004 sur 1 700 ha . Les 530 ha de terrain non bâti restant sont vendus en 2021.
En 2022, le maire est Dawn R. Ramsey.

## Démographie
En 2020, la popultation de South Jordan est estimée à 77 487 personnes.

## Transports
L'Interstate 15, une autoroute à douze voies, longe l'extrémité est de South Jordan avec deux échangeurs dans les limites de la ville à 10600 South et 11400 South.
Bangerter Highway (Utah State Route 154 (en)), une autoroute à six voies, traverse le centre-ville avec des échangeurs à 9800 South, 10400 South et 11400 South.
Une future autoroute à dix voies, le Mountain View Corridor (en), est planifiée à l'extrémité ouest du quartier Daybreak.

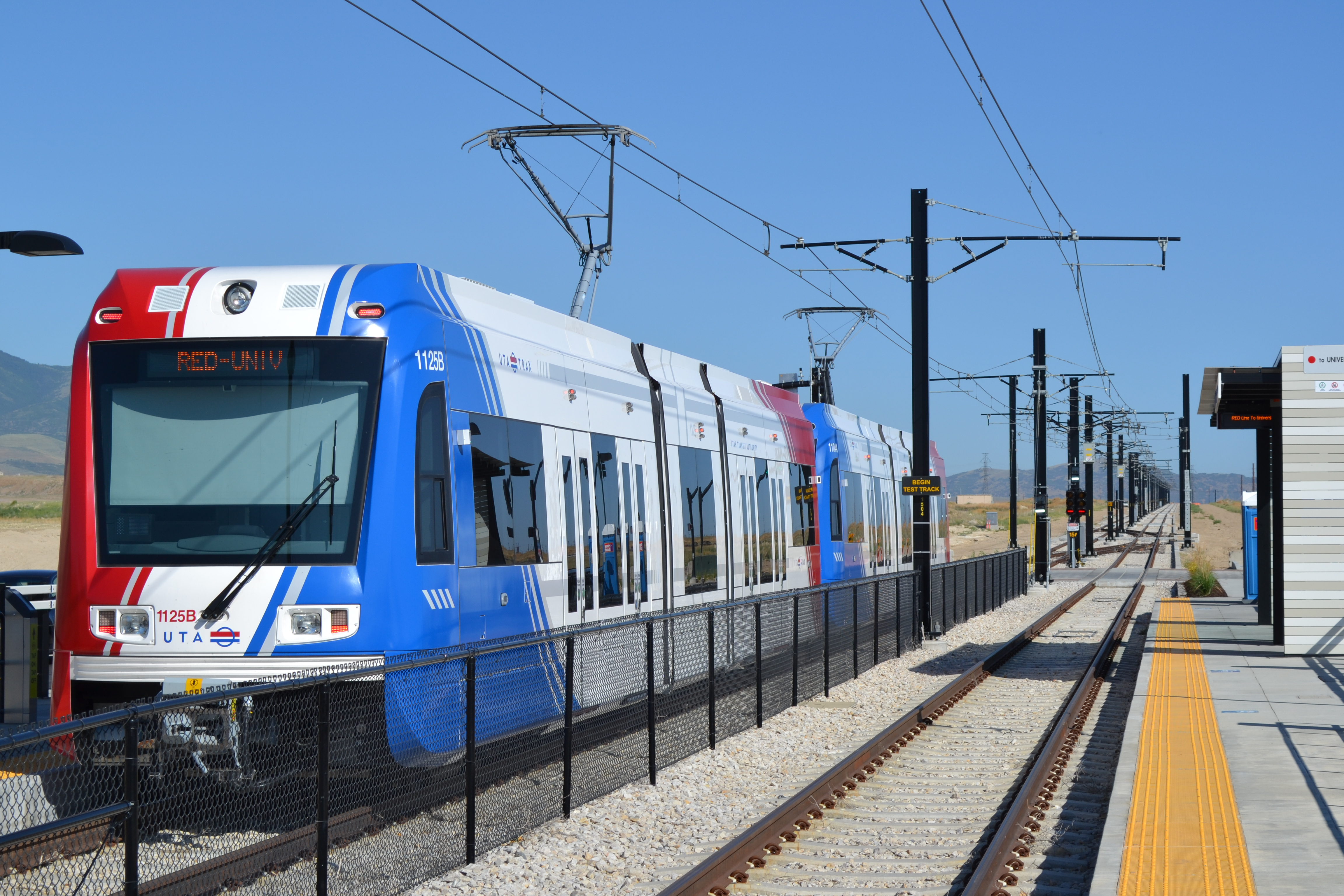
Un train TRAX de la ligne rouge à la station Daybreak Parkway, août 2011.

La ville est desservie par des bus et par la ligne rouge du métro léger TRAX.
Le temps de trajet entre la station Daybreak Parkway du TRAX et le centre-ville de Salt Lake City est d'environ 60 minutes.
La ligne de train FrontRunner (en), qui s'étend au nord jusqu'à Ogden et au sud jusqu'à Provo, a une gare à l'extrémité est de South Jordan à 10200 sud.

## Personnalités liées à la ville
Apolo Ohno, un ancien résident de South Jordan, est huit fois médaillé olympique en patinage de vitesse sur piste courte.
Denise Parker, également une ancienne résidente de South Jordan, participe trois fois aux Jeux olympiques en tir à l'arc. Elle est à 14 ans la plus jeune membre de l'équipe américaine aux Jeux olympiques d'été de 1988 où elle remporte une médaille de bronze.